# Voxson
Voxson S.p.A. (dal 1969; precedentemente era un marchio di FART e poi FARET) è stata un'azienda italiana produttrice di elettronica di consumo con sede e stabilimento a Roma, nella zona di Tor Cervara. Fondata nel 1951, fino agli anni sessanta è stata fra le principali aziende a livello nazionale ed europeo del settore. Entrata in declino negli anni settanta, dopo una serie di vicissitudini ha cessato ogni attività nel 1987. È attualmente un marchio non utilizzato. Parte degli stabilimenti produttivi sono utilizzati oggi come studi cinetelevisivi.

## Storia

### Gli anni cinquanta

#### La FART e FARET: i primi anni di attività e la gestione Piccinini (1951-1959)

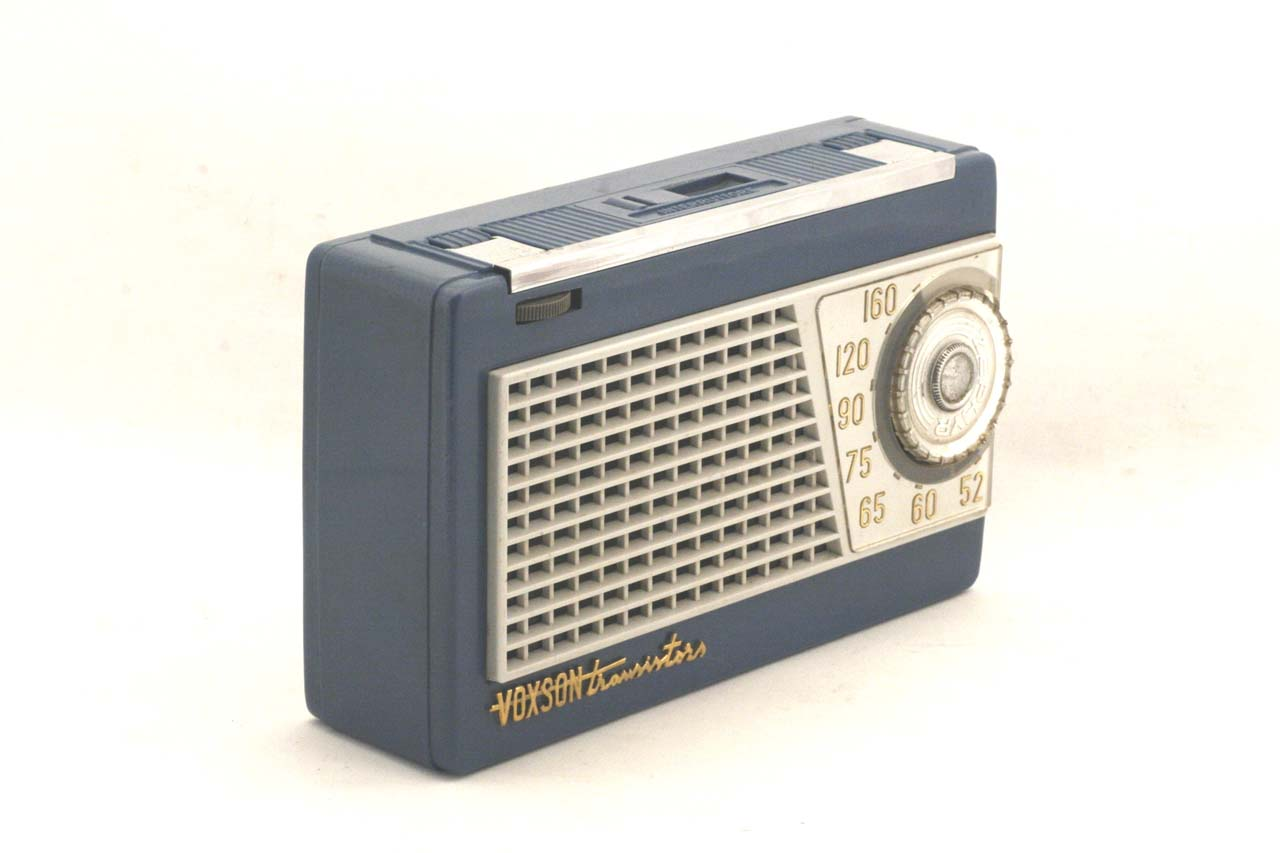
Radioricevitore a transistor Voxson Zephyr

La Fabbrica Apparecchi Radio e Televisione S.r.l., indicata con l'acronimo FART, con capitale sociale di lire 500.000, fu fondata a Roma il 10 dicembre 1951 da due soci, Armando Boccia e Aldo Marcucci, rispettivamente, amministratore unico e azionista di maggioranza con l'80% delle quote, e socio di minoranza. L'impresa, specializzata nella costruzione di apparecchi elettronici, svolgeva le proprie attività in un laboratorio artigianale situato in via Crescenzio 48, nel rione Prati. Nel novembre 1952, l'ingegner Arnaldo Piccinini, già capo progettista all'Autovox, diventò socio della FART, di cui rilevò il 20% delle quote, e successivamente, nel 1954, socio di maggioranza, amministratore unico e progettista. Una parte consistente del pacchetto di minoranza era detenuto dalla famiglia del politico democristiano Giulio Pastore.
Nel 1954, FART lanciò sul mercato i primi apparecchi radiofonici a valvole, inaugurando il marchio commerciale Voxson: si tratta dei modelli 603 Dinghy e 504 Starlet. L'anno successivo, nel 1955, avviò la produzione dei primi televisori. Nel 1957, fu lanciato il modello 725 Zephir, prima radio a transistor di produzione italiana seguito, nel 1960 e 1961, dagli Zephir 2 e 3. 
Nel 1958, FART divenne società per azioni e cambiò ragione sociale in FARET S.p.A., con capitale sociale di lire 300 milioni. In quello stesso anno, venne messo in commercio la radio modello Sportsman 727, con tecnologia mista a transistor e diodi., e lanciato il primo televisore portatile di 17 pollici con cinescopio corto 110 gradi, il T173. Nel 1959, furono lanciati il primo modello di autoradio, il Vanguard, primo apparecchio a soli transistor in Europa, con la caratteristica antenna nello specchietto retrovisore, a cui poteva essere agganciato, e il giradischi portatile a batteria Voxsonnette 744R, a forma di valigia. La realizzazione estetica dei modelli Voxson si avvalse della collaborazione dei più importanti designer italiani, fra i quali spiccava Rodolfo Bonetto.
Negli anni del boom economico, e cioè in quel periodo compreso tra la fine degli anni cinquanta e l'inizio dei sessanta, Voxson divenne uno dei più noti marchi dell'elettronica di consumo, conquistando importanti quote di mercato in Italia, e successivamente anche all'estero. Tra il 1956 e il 1959, la manodopera impiegata crebbe da 149 unità, tra operai e impiegati, a 536. In generale, la Voxson dell'epoca seppe coniugare una continua ricerca tecnologica applicata, un design innovativo, un notevole controllo produzione e qualità, con una campagna promozionale azzeccata per anticipare i desideri di consumo del pubblico. Le saldature, ad esempio, erano effettuate in modo da resistere agli scossoni dell'uso in auto o all'aperto, le batterie erano di standard internazionale in modo da non causare problemi nel reperimento (come avveniva per altri apparecchi), le radio potevano essere montate in auto e facilmente staccate per essere portate in giro.
Oltre a grandi depositi di distribuzione, vennero anche aperte tante succursali quante erano le regioni: a Napoli nel 1957; a Milano e Padova nel 1960, scelta dovuta alla presenza di numerosi fornitori, tanto nel capoluogo lombardo che nella città veneta. Fu creata anche una cospicua rete di agenzie di vendita, che copriva le principali città di tutto il territorio nazionale, e anche alcuni paesi europei.

### Gli anni sessanta

#### I duestabilimenti di Tor Cervara (1960-1970)

##### Il primo stabilimento(Ovest)
Per far fronte all'attività produttiva della FARET, in costante aumento, si stabilì di costruire un nuovo stabilimento. Progettato con forme avveniristiche, venne scelta - per la sua ubicazione - la zona di Tor Cervara, nella zona Tiburtina, all'epoca ancora non edificata ed al centro di molti investimenti immobiliari, anche legati ai fondi del Piano Marshall (come nel caso della RCA Italiana). Mentre lo stabilimento veniva terminato (sarebbe entrato in funzione nel 1963), la produzione veniva effettuata anche presso uno stabilimento provvisoriamente affittato, in viale Castro Pretorio 28.
Il primo stabilimento progressivamente edificato fra il 60 ed il 63, fino ad occupare una superficie di 5100 m² coperti e 16000 m² totali, era costituito da una sezione con un edificio a torre di 5 piani, adibito ad uffici tecnici, amministrativi e commerciali, con forma circolare e facciata prefabbricata in pannelli di anticorodal e cristallo. Vi era poi una seconda sezione con tre capannoni per laboratori tecnici, sala disegni e uffici di produzione, con 5 piani ed un seminterrato, oltre ad una sezione di produzione con un ulteriore seminterrato utilizzato per il ricevimento, collaudo e magazzino dei materiali. Presente, infine, un corpo di fabbricato per impianti galvanici e vernicerie. Nel dettaglio, le lavorazioni effettuate - con riferimento all'anno 1975 - erano quelle di: tranciatura e lavorazioni meccaniche, rivettatura, montaggi meccanici, avvolgimenti bobine, verniciatura, montaggio circuiti stampati, montaggio sottogruppi vari, montaggio collaudo ed imballo delle autoradio (n.3 linee), montaggio, collaudo ed imballo dei giranastri per auto (n.5 linee). Vi era poi un reparto di attrezzeria per la costruzione e manutenzione di stampi, costruzione di attrezzature di montaggio e per la manutenzione dei macchinari, ed un manufatto di circa 100 m², adibito ad infermeria. 
Nel 1965, nell'azionariato dell'azienda romana vi fecero ingresso due holding straniere, la svizzera Finelen e la Servo-Radar del Liechtenstein, che acquisirono il 5% delle quote ciascuna, iniziando un mutamento della compagine azionaria - e della stessa politica aziendale - irreversibile. Gli anni sessanta rappresentarono l'apice per la Voxson, che arrivò a impiegare 2.400 dipendenti.

##### Il secondo stabilimento(Est)
Nel 1967, al Salone dell'automobile di Parigi, Voxson presentò l'autoradio Sonar, la prima ad essere prodotta in Europa con lettore Stereo8.
In un'ottica di espansione, acquistando un terreno adiacente, si ampliò lo stabilimento, progettandone - nel 1968 - uno nuovo, appaiato a quello di Tor Cervara. Collegato al fabbricato storico con un sottopassaggio che attraversava via di Tor Cervara, la nuova struttura era pensata per essere adibita a produzione, magazzino materie prime e prodotti finiti e a mensa aziendale. Era composto da un seminterrato e dal piano terra con area edificata è di 13.800 m², mentre la superficie di sviluppo totale era di 22.750 m². Vi venivano effettuate - sempre con riferimento al 1975 - le lavorazioni di preparazione filatura, avvolgimento bobine, lavori di preparazione, montaggi circuiti stampati, montaggio collaudo ed imballo dei televisori bianco e nero (n.3 linee), montaggio collaudo ed imballo dei televisori a colori (n.1 linea). L'idea del colore era peraltro stata pensata da Piccinini in anticipo sui tempi, già nel 1964, per investire sulla ricerca, sviluppo, e soprattutto produzione della nuova tecnologia, aveva fondato, a Roma, la Ergon S.p.A. Così, contestualmente all'ingrandimento della Voxson, all'interno dei progetti e dei contributi della Cassa del Mezzogiorno, Piccinini costruì - nel 1968 - una nuova sede per la Ergon, ad Anagni, in un'ottica di economia e produzione in rete.
L'impianto era dedicato anche al montaggio collaudo ed imballo di complessi Alta fedeltà (n.2 linee), montaggio collaudo ed imballo dei Music center (n.2 linee). Il tutto, completato da un deposito carburante..
I due stabilimenti erano uniti da un sottopassaggio che attraversava via Tor Cervara. 
Un simile investimento, però, si rivelò una spesa senza rientro; gli anni sessanta, infatti, costituirono un primo stop per l'azienda, comportando anche un arresto nell'esecuzione dei lavori.

#### La prima crisi degli anni sessanta
L'arrivo in massa sul mercato di apparecchi asiatici, tutto sommato affidabili, a costi molto più bassi, rendeva impossibile competere nell'elettronica di fascia bassa o media, ed obbligava le aziende italiane che occupavano anche quel settore di mercato - come la Voxson - ad un sottoutilizzo delle linee produttive, ai primi licenziamenti, o a vendere, anche all'estero, a prezzi insufficienti pur di mantenere quote di mercato.
Se la progettazione italiana permetteva di vendere - soprattutto in esportazione - ad un pubblico diverso da quello che cercava solo l'oggetto valido a basso costo, i magazzini iniziavano ad essere ingolfati di prodotti finiti.
Ciò non toglie che la FARET presentò, anche in questi anni, prodotti interessanti, quali il portatile da 11" a batteria. Si trattava di prodotti già predisposti per la tecnologia a immagine multicromatica; oltre a questo, si puntò sull'alta fedeltà, su dispositivi sofisticati - come l'autoradio Junior, che poteva essere estratta dalla sua sede - e Premium.
Il 26 ottobre 1969, a seguito di un'assemblea straordinaria dei soci della FARET, venne cambiata la denominazione sociale in Voxson-Fabbrica Apparecchi Radio e Televisione S.p.A.. Nello stesso periodo, venne costituita anche una filiale estera, a Parigi con il nome di Voxson France S.A., per potenziare la distribuzione dei prodotti nei paesi dell'Europa centrale e settentrionale. Nel 1969, realizzò un fatturato di 11 miliardi di lire, ed era il dodicesimo produttore europeo di televisori, con i suoi prodotti commercializzati in oltre 30 paesi, affermandosi in modo particolare in Spagna, Gran Bretagna e Germania. Per alcuni anni, a cavallo fra i due decenni, alcuni modelli di televisori Voxson furono prodotti in Israele dalla Tadiran.

### Gli anni settanta

#### La Voxson S.p.A.: la cessione all'EMI (1971-1974)
La crisi del comparto era oramai irreversibile, peraltro peggiorata dagli investimenti degli ultimi anni. Il colore, ad esempio, complice il ritardo politico dell'Italia, non aveva potuto decollare, potendo quindi essere venduto solo all'estero. Nel 1971 la Ergon S.p.A. fu venduta ad un'azienda franco-americana, cambiando varie volte proprietario e denominazione, fino al fallimento avvenuto nel 2012, come VDC Technologies. 
Ma l'intero settore non riusciva più a mantenersi in vita. Così, l'8 marzo 1971, nel capitale della oramai Voxson S.p.A. fece ingresso la multinazionale britannica EMI, che rilevò il 50% delle azioni, ed effettuò un'iniezione di liquidità, con il capitale sociale passato da 2 a 3 miliardi di lire. Alla morte di Arnaldo Piccinini, avvenuta nel 1972, la EMI rilevò un ulteriore 30% di quote dell'azienda romana, divenendo socio di maggioranza.
Voxson, anche dopo il passaggio sotto il controllo di EMI, proseguì nella produzione di televisori e autoradio, mentre cessò di quella delle radio portatili, sostituendola alla nuova produzione di amplificatori, diffusori e impianti stereofonici ad alta fedeltà o compatti multifunzione dai design anche particolari. Furono anni in cui - anche se uscirono prodotti interessanti (si pensi all'autoradio Tanga - che sarebbe rimasta in produzione per tutti gli anni settanta, raggiungendo nel 1977 i 280.000 esemplari - ed il televisore T 1228 Oyster), non vennero investite più risorse significative in ricerca e sviluppo. Il calo inarrestabile delle vendite, causato dalla concorrenza dei prodotti d'importazione, oramai sempre più affidabili ed economici, ed il mancato avvio della produzione dei televisori a colori (dovuto al fatto che in Italia, diversamente dagli altri paesi europei, non era stata ancora introdotta la televisione a colori, a causa degli scontri a livello politico tra governo e parlamento sulla questione, e sulla scelta della tecnologia di trasmissione tra quello tedesco PAL e quello francese SÉCAM) rese la Voxson non più competitiva.
Le motivazioni che portarono la EMI a dismettere la propria partecipazione in Voxson sono peraltro diverse, e legate sia a scelte strategiche proprie della multinazionale (che si concentrò soprattutto sul ramo commerciale e dell'entertainment, rinunciando alla competizione con i paesi asiatici, e salvando la produzione solo laddove redditizia), che allo scenario nazionale (costellato di scioperi, e di impasse come quella del colore) ed alle aspettative riposte. Fra le altre cose, uno dei progetti di EMI in entrata era stato quello di progettare componenti informatici, e RAM, attività che l'azienda aveva iniziato a concepire prima dell'acquisizione, essendo oramai chiaro come fosse impossibile competere con i prodotti asiatici. Il convergere di tutti questi fattori, unito a bilanci cronicamente negativi dell'azienda, gli scontri sindacali, indussero la EMI - non avendo trovato acquirenti per la Voxson - ad annunciare nel novembre 1974, la cessazione dell'attività di progettazione, ricerca e produzione, con il licenziamento dei 1900 dipendenti e la chiusura degli impianti per il 31 marzo 1975

#### L'era di Amedeo Ortolani: 1975-1979
La decisione assunta dalla EMI mobilitò i numerosi lavoratori della Voxson, e venne scongiurata dall'intervento del Ministero dell'Industria che decise di mediare affinché la società fosse ceduta. Il 25 marzo 1975, dopo un lungo periodo di trattative, che coinvolse molte aziende ugualmente in crisi (fra le quali Autovox), Voxson fu ceduta alla Electric General Company S.A., società di tipo essenzialmente finanziario, con sede nel Liechtenstein. Il rappresentante della Electric era l'imprenditore italiano Amedeo Ortolani, figlio del finanziere Umberto; fattore, questo, che unitamente alle esposizioni bancarie (fin dal 1976, Voxson era esposta in particolare nei confronti del Banco Ambrosiano, e dopo appena quattro anni aveva accumulato con l'istituto di credito milanese un debito di 16,6 miliardi di lire) portarono alcune fonti di stampa ad associare la Voxson a tali eventi, quando al contrario l'azienda non ebbe alcun ruolo al riguardo. 
Ortolani, insediatosi alla guida dell'azienda, presentò un piano di ristrutturazione che prevedeva importanti investimenti sulla divisione ricerca e sviluppo, nonché sulla diversificazione produttiva con l'ingresso nel settore delle telecomunicazioni e delle trasmissioni ad alta tecnologia. Il piano fu attuato solo parzialmente, con la trasformazione dell'azienda in una holding che controllava sette società, di cui sei create fra maggio e novembre del 1975: 
- Seas-Servizi assicurativi S.p.A.
- Generale commerciale S.p.A.
- Hi.fi. S.p.A. – divenuta dopo appena un mese Media-pubblicità, marketing pubbliche relazioni S.p.A.
- Timer Systems S.p.A.
- Generale Finanziaria S.p.A.

A queste, si aggiunse la Voxson Sud S.p.A. divenuta poi l'emittente televisiva TVR Voxson, unica destinata a sopravvivere assieme alla radio creata nel 1976: Radio Città.
Per quanto riguarda l'elettronica, nella pratica, nel 1977, Voxson lanciò sul mercato il Mostro, la prima autoradio estraibile, e con memoria elettronica della storia., senza però altre innovazioni a catalogo. Fu introdotta l'automatizzazione delle linee di produzione, che comprendevano finalmente i primi televisori a colori, aggiornando progetti pronti già da anni. Si optò per la delocalizzazione in Serbia dei vecchi macchinari, e quindi della produzione, dei vecchi televisori in bianco e nero, che avevano ancora un certo mercato.
Durante questi anni, la situazione finanziaria dell'azienda si aggravò ulteriormente. I fidi bancari - per 27,5 miliardi - che la Voxson aveva ottenuto non avrebbero potuto essere restituiti, considerata l'impossibilità di una ripresa. Gli ultimi dati economico-finanziari dell'azienda romana sono del 1979: l'azienda registrava un fatturato di 56,6 miliardi di lire, ed una perdita di esercizio di 5,9 miliardi. In quello stesso anno, il numero di dipendenti era sceso a 1.818 unità.

### Gli anni ottanta

#### La gestione commissariale e la chiusura definitiva (1980-1987)
Nel 1980, furono sospese le attività dell'azienda, e i suoi 1.300 dipendenti furono posti in cassa integrazione. La proprietà chiese ed ottenne dal Tribunale di Roma la messa in amministrazione straordinaria della società. Poiché Voxson non aveva ripreso la produzione, nel 1981, il Tribunale di Roma, considerata l'impossibilità di procedere utilmente l'amministrazione straordinaria, dichiarò lo stato di insolvenza dell'azienda e la relativa chiusura della procedura; in base alla legge Prodi si passò all'amministrazione controllata, affidata all'ingegner Emanuele Morici, nominato commissario governativo, nel tentativo di salvare l'azienda.
La Voxson tornò operativa solo nel 1984, dopo l'erogazione da parte del CIPI di 13 miliardi di lire. Le sue attività erano ormai limitate al solo assemblaggio dei televisori a colori, e per questo il numero di dipendenti attivi nella fabbrica era ridotto ad appena un centinaio, mentre la restante gran parte di essi rimaneva in cassa integrazione.

#### La REL ed il progetto della Nuova Voxson[35]
Altre aziende italiane di elettronica in crisi, poterono beneficiare (peraltro spesso in maniera non risolutiva, perché giunsero comunque alla chiusura negli anni successivi) di supporto e finanziamenti da parte della finanziaria REL, istituita dal Ministero dell'Industria nel 1982. Si trattava di iniziative volte anche ad accorpare settori produttivi omogenei, fondendo aziende e marchi, nell'idea di poter competere così con un mercato globale. 
Il 13 febbraio 1986, con delibera CIPI, la REL finanziò ad un soggetto a capitale misto (partecipata dall'azienda informatica statunitense Toreson Industries (51%) e dalla REL (49%), finanziaria pubblica del Ministero dell'Industria) denominata Toreson Industries Italia S.p.A., 3.920 milioni in conto capitale - per una quota azionaria del 49 per cento, che sarebbero dovuti arrivare, grazie ad ulteriori 25.000 milioni di lire in finanziamento agevolato ex lege 63/1982, a 28.920 milioni per recuperare il marchio Voxson, le sue strutture logistiche ed impianti, oramai in stato di commissariamento, e parte della forza lavoro preesistente. L'obiettivo ed oggetto avrebbe dovuto essere la progettazione, produzione e commercializzazione di prodotti informatici. Il progetto di assumere 300 ex lavoratori della Voxson, per produrre unità periferiche per computer nello stabilimento di Tor Cervara, poteva essere, in effetti, interessante. 
Una nuova società (Vidital) fu creata per l'assunzione del personale, e nel luglio del 1987 dovette essere creata una società della Gepi, denominata Ile, per poter assumere fino a tutti i 1353 dipendenti in base a delibera del Cipi del 18 giugno. Nell'azienda restavano infatti 20 dipendenti mentre per gli altri, dal maggio, era terminata la cassa integrazione. Nel settembre i lavoratori passarono alla ILE. Nel novembre 1987, però, furono licenziati tutti i 1.353 dipendenti, presi in carico da GEPI.
Il progetto della Nuova Voxson non vide mai la luce; nel 1990 risultavano essere state assunte solo dieci persone contro le 351 previste; non si provvide quindi all'erogazione di quanto ulteriormente previsto. Il grave stato di insolvenza della società Nuova Voxson evidenziato nella Assemblea del 23 gennaio 1992 portava la REL a non sottoscrivere neppure l'aumento di capitale per coprire le perdite pregresse.

### Dagli anni novanta al 2017
Nel 1992, infatti, azionista di maggioranza della Nuova Voxson risultava la CAF, ma - soprattutto - nel 1993 il tema tornò d'attualità per la ventilata l'idea di spostare il reparto produttivo nell'area di Milano. A seguito di un accordo raggiunto con le organizzazioni sindacali, si era deciso di far alloggiare la produzione dell'azienda nell'ex stabilimento Maserati di Lambrate, alla periferia di Milano, e di assumere 200 ex lavoratori della casa automobilistica. Il piano non fu mai applicato e anche questa società cessò di esistere poco tempo dopo.
La vicenda, che emerse nel 1993, a REL oramai in liquidazione, portò alla revoca dell'uso del marchio ed al fallimento di questo ultimo tentativo. 

#### La chiusura della Voxson S.p.A. in amministrazione straordinaria (2017)
La Voxson S.p.A. continuò ad esistere, sulla carta, per le procedure liquidatorie, per diversi anni. Nel 2017 era ancora in amministrazione straordinaria; depositati ai sensi della legge fallimentare il bilancio finale di liquidazione ed il rendiconto di gestione della procedura, la chiusura della procedura di amministrazione straordinaria della Voxson S.p.A., con sede in Roma, via Valadier n.37/b, è stata disposta alla fine di quell'anno, sancendo la fine dell'intera vicenda. 

## Il marchioVoxson
Come può accadere in casi simili, il destino dell'azienda porta ad una scorporazione dei marchi utilizzati, e delle sedi o del know how, dall'azienda stessa. Così, negli anni novanta, quando la Voxson non esisteva più, la società Fincentro Uno S.r.l. dell'imprenditore Francesco Di Stefano aveva rilevato il solo marchio Voxson, utilizzandolo - nel 2004 - all'interno della denominazione Voxson Europa S.p.A., sua controllata. Si tratta di un'azienda che opera nella importazione e commercializzazione di televisori LCD e CRT, i lettori DVD e i condizionatori, prodotti in Cina. L'attività di questa società cessa cinque anni più tardi, nel 2009, quando viene ceduta ad una società britannica, la Halal Sweets Limited, e incorporata tramite fusione in quest'ultima.

## Gli archivi storici della Voxson
Gli archivi della Voxson, complici i numerosi cambi di proprietà e le vicende fallimentari, hanno avuto un destino oscuro. Quelli tecnici, relativi ai progetti ed ai prototipi, acquisiti dalle successive proprietà, sono andati perduti; quelli finanziari e commerciali sono sopravvissuti, in piccola parte, in copia, presso l’Archivio storico della Camera di commercio di Roma, quello della Fiom-Cgil, e presso l'Emi Archive Trust di Hayes (Gran Bretagna). Nel lato nord dell'edificio storico, il marchio Voxson in lettere stampatello e luminose, fin dagli anni sessanta issato in modo da essere visibile da via Salviati, via Balla e via di Tor Cervara, danneggiato durante gli anni di abbandono, è stato preservato in loco e mantenuto nelle sue lettere superstiti (xson); è stato invece completamente rimosso il marchio gigante, a lettere stampatello, affisso frontale all'edificio circolare, che occupava, all'altezza della sesta linea del palazzo, le colonne - partendo da sinistra - dalla 12 (lettera V) alla 17 (lettera N).

## Le emittenti radio e televisive:Radio Città(Radio Voxson) eTVR Voxson
Nell'ottica di diversificazione, Ortolani aveva fondato - sfruttando gli spazi interni all'azienda, sempre più sottoutilizzati, e la possibilità di montare antenne sui tetti dei fabbricati - sia un'emittente radio che una televisione privata, concesse dal mutamento della giurisprudenza e della normativa al riguardo. 
La radio, fondata nel 1976, si chiamava Radio Città; fu poi passata sui 100.700 MHz e ridenominata Radio Voxson, con trasferimento degli uffici e studi sulla via Nomentana. Analoga storia per la televisione; fondata nel 1977 come evoluzione della Voxson Sud S.p.A., si chiamava TVR Voxson (con irradiazione sui 50 UHF, sede e studi dapprima presso Tor Cervara, poi in via Brennero, 4 e studi trasferiti sulla Nomentana), con l'idea - poi non realizzata - di un polo televisivo nazionale.
Entrambe, una volta trasferitesi, continuarono ad utilizzare le antenne per la diffusione montate sulla torre dell'azienda in via di Tor Cervara. Hanno successivamente mutato proprietà e nome, e cessato l'attività in proprio, senza alcuna connessione con l'azienda d'elettronica.

## Gli stabilimenti di Tor Cervara
Contestualmente al marchio, anche i due stabilimenti affiancati a via Tor Cervara furono ceduti nell'ambito delle procedure fallimentari. 
Mentre lo stabilimento Est, l'ultimo ad essere edificato, passerà a soggetti terzi, è la Fincentro Uno ad acquisire il blocco storico della fabbrica di Tor Cervara, in via di Tor Cervara 286. La struttura, oramai da tempo dismessa ed inutilizzata, richiede una notevole serie di modifiche, demolizioni e lavori di costruzione di nuovi manufatti e ristrutturazione. Operate negli anni duemila, assieme a frazionamenti e cessioni di parti dell'area, hanno comunque preservato l'estetica esterna e la struttura del grande edificio a torre del 1960 che, grazie alle sue grandi superfici ed ambienti ed alle caratteristiche architettoniche, è stato trasformato e reimpiegato in centro di produzioni televisive, utilizzo che ha tuttora. Il sottopassaggio di collegamento, situato a sud delle due strutture parallele e collegato da due piccole palazzine, non è in uso.